# Monforte del Cid
Monforte del Cid è un comune spagnolo situato nella comunità autonoma Valenciana.

## Gemellaggi
- Monforte San Giorgio